# حدس گلدباخ

عددهای صحیح زوج از ۴ تا ۲۸ به صورت مجموع دو عدد اول اعداد حقیقی نام دارند.

حدس گلدباخ (به انگلیسی: Goldbach's conjecture) یکی از قدیمی‌ترین مسئله‌های حل نشده در نظریه اعداد صحیح و تمام ریاضیات است. این حدس بیان می‌کند: «هر عدد صحیح زوج بزرگ‌تر از ۲ را می‌توان به صورت مجموع دو عدد اول نوشت»
به عنوان نمونه ۴ = ۲ + ۲ و ۶ = ۳ + ۳ و ۸ = ۵ + ۳ و ۱۰ را می‌توان به دو حالت به صورت جمع دو عدد اول نوشت (۱۰ = ۷ + ۳ و ۱۰ = ۵ + ۵).
این حدس در سال ۱۷۴۲ میلادی توسط کریستین گلدباخ در نامه‌ای به لئونارد اویلر مطرح شد. در واقع صورت اولیهٔ این مسئله بیان می‌داشت که «هر عدد بزرگ‌تر از ۲، مجموع سه عدد اول است.» که با توجه به اینکه عدد ۱ در آن زمان (به‌صورت قراردادی) جزو اعداد اول دانسته می‌شد، توجیه‌پذیر بود.
نتایج یک پژوهش در سال ۲۰۱۴ نشان داد که حدس گلدباخ برای همهٔ اعداد زوج کوچکتر از ۴ × ۱۰۱۸ درست است.

## تاریخچه
بعضی از مسائل و قضایای مطرح در دنیای ریاضیات به رغم صورت بسیار ساده، از مسائل حل نشدنی ریاضیات محسوب می‌شوند. یکی از این مسائل حدس اثبات نشده‌ای است که در سال ۱۷۴۲ میلادی توسط کریستین گلدباخ، ریاضیدان و تاریخ‌شناس اهل پروس مطرح شد.
لئونارد اولر، ریاضیدان برجسته آلمانی با بررسی حدس گلدباخ دریافت که این حدس را می‌توان به صورت دیگری نیز مطرح کرد؛ صورتی ظاهراً متفاوت که در واقع به لحاظ ریاضی با بیان گلدباخ هم ارز است و اصطلاحاً به آن حدس قوی گلدباخ گویند. بر اساس بیان حدس قوی گلدباخ هر عدد زوج بزرگتر از دو را همواره می‌توان به صورت جمع دو عدد اول نوشت. اکنون که بیش از ۲۷۰ سال از مطرح شدن این حدس می‌گذرد حتی با قوی‌ترین ابر رایانه‌ها هم هیچ مورد نقضی که صحت این حدس را زیر سؤال ببرد پیدا نشده‌است اما با این حال هنوز هیچ ریاضیدانی موفق به اثبات این حدس نشده‌است. بدین ترتیب اثبات درستی حدس گلدباخ به یکی از چالش‌های مهم پیش روی ریاضیدانان بدل شده‌است.
در سال ۱۹۹۲ مؤسسه انتشاراتی مشهور Faber & Faber کتاب داستانی پر فروشی را با عنوان عموپتروس و حدس گلدباخ منتشر کرد که در آن تاریخ ریاضیات در قالب جذاب و داستانی شرح داده‌است. چند سال بعد از انتشارات مزبور به منظور تبلیغ برای فروش بیشتر کتاب جایزه‌ای یک میلیون دلاری را برای کسی که از تاریخ ۲۰ مارس ۲۰۰۰ حداکثر به مدت دو هفته موفق به اثبات حدس گلدباخ شود تعین کرد اما تا اتمام تاریخ مقرر و پس از آن تا زمان کنونی هم هنوز هیچ ریاضیدانی از اثبات این حدس به ظاهر آسان بر نیامده است.
در سال ۲۰۰۸ توماس اولیوریااسیلوا، پژوهشگر دانشگاه اویرو در پرتغال با کمک یک سیستم ابر رایانه توزیع یافته توانست صحت حدس گلدباخ را تا ۱۰۱۷ *۱۸ نشان دهد. به تازگی ابر رایانه‌های آزمایشگاه عظیم فیزیک ذرات بنیادی اروپا (سرن) هم وارد این میدان شدند تا صحت حدس گلدباخ را برای اعداد بزرگتر باز هم محک بزنند.
البته هر چقدر هم که ابر رایانه قوی تر را در اختیار داشته باشیم باز هم قادر نخواهیم بود درستی حدس گلدباخ را برای تمامی اعداد بررسی کنیم و در نهایت چاره‌ای جز تلاش برای اثبات درستی این حدس نداریم.

## اثبات حدس گلدباخ

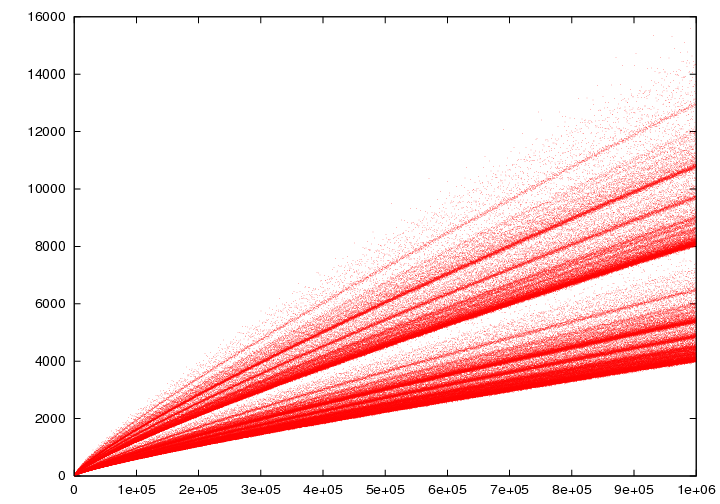
نمودار تعداد حالت‌هایی که می‌توان یک عدد زوج بین ۴ و ۱٬۰۰۰٬۰۰۰ را به صورت مجموع دو عدد اول نوشت

در سال ۱۹۴۸ یک ریاضیدان به نام آلفرد رنیی توانست ثابت کند که هر عدد زوج به اندازهٔ کافی بزرگ را می‌توان به صورت مجموع یک عدد اول و عدد دیگری که برابر حاصل ضرب دو عدد اول است نوشت. بدین ترتیب بشر یک گام به اثبات درستی حدس گلدباخ نزدیکتر شد.
در سال ۱۹۹۵ هم یک ریاضیدان فرانسوی به نام اولیور رامار ثابت کرد که هر عدد زوج بزرگتر یا مساوی ۴ را می‌توان به صورت مجموع شش عدد اول نوشت.
در سال ۱۹۳۱ اشنیرلمان (۱۹۰۵–۱۹۳۸) که در آن موقع یک ریاضیدان روس جوان و گمنام بود موفقیت مهمی در این زمینه به دست آورد که برای همه متخصصان غیرمنتظره و شگفت‌آور بود. او ثابت کرد هر عدد صحیح مثبت را می‌توان به صورت مجموع حداکثر ۳۰۰۰ عدد اول نمایش داد. گر چه این نتیجه در مقایسه با هدف اصلی یعنی اثبات انگارهٔ گلدباخ مضحک به نظر می‌رسد، ولی این نخستین گام در آن جهت بود.
این اثبات مستقیم و سازنده است، اما هیچ روش خاصی برای تجزیه یک عدد صحیح دلخواه به اعداد اول ارائه نمی‌کند.
بعداً وینوگرادوف ریاضیدان روس با استفاده از روش‌های هاردی، لیتلوود و همکار هندی برجسته آن‌ها رامانوجان در نظریه تحلیلی اعداد، موفق شد تعداد عددهای اول مورد لزوم را از ۳۰۰۰ به چهار کاهش دهد. این نتیجه به تعداد مطلوب در انگاره گلدباخ بسیار نزدیکتر است ولی تفاوت عمده‌ای بین حکم اشنیرلمان و حکم وینوگرادوف وجود دارد که شاید مهم‌تر از اختلاف میان ۳۰۰۰۰۰ و ۴ باشد.
قضیه وینوگرادوف فقط به ازای همه اعداد صحیح به اندازه کافی بزرگ ثابت شده‌است؛ به بیان دقیقتر، او ثابت کرد عدد صحیح N وجود دارد به‌طوری‌که هر عدد صحیح n>N را می‌توان به شکل مجموع حداکثر ۴ عدد اول نشان داد. اثبات وینوگرادوف راهی برای برآورد کردن N به ما نشان نمی‌دهد، و بر خلاف اثبات اشنیرلمان، اساساً غیرمستقیم و غیرسازنده است. در حقیقت، چیزی که وینوگرادوف ثابت کرد این است که فرض نامتناهی بودن تعداد عددهای صحیحی که قابل تجزیه به حداکثر چهار عدد اول نیستند، به نتیجه نامعقولی می‌انجامد. در اینجا با نمونه خوبی از تفاوت عمیق میان دو نوع اثبات، مستقیم و غیرمستقیم، رو به روییم.
- در ۱۹۱۹ ویگوبرون رویکرد متفاوتی با عنوان روش غربال مطرح کرد که تعمیمی از غربال اراتستن است. او ثابت کرد هر عدد صحیح زوجی که به قدر کافی بزرگ باشد، مجموع دو عدد است که هر کدام از آن‌ها حاصل ضرب حداکثر ۹ عدد اول هستند.
- در ۱۹۳۷ ریچی ثابت کرد هر عدد زوجی که به قدر کافی بزرگ باشد مجموع دو عدد است که یکی حاصل ضرب حداکثر دو عدد اول و دیگری حاصل ضرب حداکثر ۳۶۶ عدد اول است.
- کُن با بهره‌گیری از ایده‌های ترکیبیاتی بوخشتاب ثابت کرد هر عدد زوج بقدر کافی بزرگ مجموع دو عدد است که هر یک حاصل‌ضرب حداکثر چهار عدد اول است.
- در ۱۹۴۸ آلفرد بدون استفاده از صورت تعمیم یافته فرضیه ریمان ثابت کرد که هر عدد زوج بقدر کافی بزرگ مجموع یک عدد اول و حاصل‌ضرب حداکثر c که عددی ثابت و مجهول است، عدد اول است.
- در ۱۹۵۷، ونگ یوان با فرض درست بودن صورت تعمیم یافته فرضیه ریمان ثابت کرد هر عدد صحیح زوج بقدر کافی بزرگ، مجموع یک عدد اول و حاصل ضرب حداکثر سه عدد اول است.
- در ۱۹۶۱ باربن نشان داد که c=۹ برای این منظور کفایت می‌کند.
- در ۱۹۶۲، پان چنگ دونگ این مقدار را به c=۵ کاهش داد. مدت کوتاهی پس از آن باربن و پان، مستقل از هم، آن را به c=۴ کاهش دادند.
- در ۱۹۶۵ بوخشتاب این قضیه را به ازای c=۳ کاهش داد.
- در ۱۹۶۶، چن جینگ ران روش غربال را بهتر کرد و قضیه را به ازای c=۲ ثابت کرد.

برای بررسی آسان، می‌توان حدس گلدباخ را اینگونه بیان نمود که رابطه تفاضلی n - [(q^2)+(q*2k)] مولد کلیه اعداد اول {p}، موجود در بازه {۳ الی n} نمی‌باشد؛ که در آن رابطه تفاضلی، مقدار {n} برابر با اعداد زوج {گلدباخی} بزرگتر از {۴} و مقدار {q} اعداد اولی از بازه {۳ الی n√} و مقدار {2k} نماینده اعداد زوج می‌باشد. با ایجاد جدول‌هایی بر اساس رابطه تفاضلی n - [(q^2)+(q*2k)] برای اعداد زوج {گلدباخی} متوالی، چگونگی تشکیل زوج‌های گلدباخی [Goldbach partitions] ملموس می‌گردد.
جدول‌های ایجاد شده جدول ظرفیت مقسوم علیهی اعداد زوج نامیده می‌شوند که از ویژگی‌های آن نمایش ارتباط حدس گلدخ با مقسوم علیه جفت‌های گلدباخی [Goldbach partitions] می‌باشد.